# رهاب الحركة
رهاب الحركة (بالإنجليزية: Kinesiophobia)‏ هو الخوف من الألم بسبب الحركة .
يستخدم المصطلح في سياق الطب الطبيعي وإعادة التأهيل وكذلك العلاج الفيزيائي كعامل يعيق التأهيل و يطيل الإعاقة و الألم .
الخوف من الحركة أو رهاب الحركة قد يكون عامل في زيادة الوقت للعودة إلى مشاركة أنشطة ما قبل الإصابة ، إذ ثبت أن زيادة مستويات رهاب الحركة مرتبط بتأخير العودة لأنشطة ما قبل الإصابة.
تم إجراء بحث للعلاقة بين رهاب الحركة و الألم لدى الأشخاص الذين يعانون من الآم العظام والعضلات المزمن، و بينت الأدلة التي قدمتها الدراسة أن هناك علاقة بين المستويات العالية من رهاب الحركة و مستويات الألم الشديدة، كما وجدت الدراسة أيضا علاقة متوسطة بين المستويات العالية من رهاب الحركة و المستويات العالية من الألم و جودة حياة المرضى الذين يعانون من الآم العظام و العضلات المزمن، كما أوصت الدراسة أخصائيي الرعاية الصحية باعتبار رهاب الحركة عاملاً أساسيا في التقييم الأولي لمرضى الآم العظام و العضلات المزمن.
أظهرت دراسة تحلييلية في عام 2020 أن التمارين العلاجية فعالة في الحد من رهاب الحركة، بما في ذلك الأشخاص الذين يعانون من ألم أسفل الظهر.